# Hans-Ulrich Grapenthin
Hans-Ulrich Grapenthin (ur. 2 września 1943 w Wolgast) – piłkarz niemiecki grający na pozycji bramkarza. W swojej karierze rozegrał 21 meczów w reprezentacji Niemieckiej Republiki Demokratycznej.

## Kariera klubowa
Swoją karierę piłkarską Grapenthin rozpoczął w klubie Motor Wolgast. W 1966 roku został zawodnikiem FC Carl Zeiss Jena i w sezonie 1967/1968 zadebiutował w jego barwach w DDR-Oberlidze. Podstawowym zawodnikiem tego klubu stał się w sezonie 1974/1975. Wraz z zespołem z Jeny wywalczył dwa tytuły mistrza Niemieckiej Republiki Demokratycznej w sezonach 1967/1968 i 1969/1970. Zdobył też trzy Puchary Niemieckiej Republiki Demokratycznej w sezonach 1971/1972, 1973/1974 i 1979/1980. W Carl Zeiss grał do końca swojej kariery czyli do końca sezonu 1984/1985. W zespole tym rozegrał 308 ligowych meczów.
| Sezon   | Klub               | Kraj | Rozgrywki    | Mecze | Bramki |
| ------- | ------------------ | ---- | ------------ | ----- | ------ |
| 1966/67 | FC Carl Zeiss Jena | NRD  | DDR-Oberliga | 0     | 0      |
| 1967/68 | FC Carl Zeiss Jena | NRD  | DDR-Oberliga | 3     | 0      |
| 1968/69 | FC Carl Zeiss Jena | NRD  | DDR-Oberliga | 10    | 0      |
| 1969/70 | FC Carl Zeiss Jena | NRD  | DDR-Oberliga | 0     | 0      |
| 1970/71 | FC Carl Zeiss Jena | NRD  | DDR-Oberliga | 7     | 0      |
| 1971/72 | FC Carl Zeiss Jena | NRD  | DDR-Oberliga | 18    | 0      |
| 1972/73 | FC Carl Zeiss Jena | NRD  | DDR-Oberliga | 4     | 0      |
| 1973/74 | FC Carl Zeiss Jena | NRD  | DDR-Oberliga | 1     | 0      |
| 1974/75 | FC Carl Zeiss Jena | NRD  | DDR-Oberliga | 26    | 0      |
| 1975/76 | FC Carl Zeiss Jena | NRD  | DDR-Oberliga | 26    | 0      |
| 1976/77 | FC Carl Zeiss Jena | NRD  | DDR-Oberliga | 22    | 0      |
| 1977/78 | FC Carl Zeiss Jena | NRD  | DDR-Oberliga | 16    | 0      |
| 1978/79 | FC Carl Zeiss Jena | NRD  | DDR-Oberliga | 26    | 0      |
| 1979/80 | FC Carl Zeiss Jena | NRD  | DDR-Oberliga | 26    | 0      |
| 1980/81 | FC Carl Zeiss Jena | NRD  | DDR-Oberliga | 26    | 0      |
| 1981/82 | FC Carl Zeiss Jena | NRD  | DDR-Oberliga | 26    | 0      |
| 1982/83 | FC Carl Zeiss Jena | NRD  | DDR-Oberliga | 26    | 0      |
| 1983/84 | FC Carl Zeiss Jena | NRD  | DDR-Oberliga | 26    | 0      |
| 1984/85 | FC Carl Zeiss Jena | NRD  | DDR-Oberliga | 19    | 0      |

## Kariera reprezentacyjna
W reprezentacji Niemieckiej Republiki Demokratycznej Grapenthin zadebiutował 31 lipca 1975 w wygranym 7:1 towarzyskim meczu z Kanadą, rozegranym w Ottawie. W 1976 roku zdobył złoty medal na Igrzyskach Olimpijskich w Montrealu. W kadrze narodowej od 1975 do 1981 roku rozegrał 21 meczów.